# Crudia
Crudia é um género botânico pertencente à família Fabaceae.
Contém as seguintes espécies:
- Crudia abbreviata A.R.Bean
- Crudia acuminata Benth.
- Crudia acuta de Wit
- Crudia aequalis Ducke
- Crudia amazonica Spruce ex Benth.
- Crudia aromatica (Aubl.) Forsyth f.
- Crudia balachandrae Sanjappa
- Crudia bantamensis (Hassk.) Benth.
- Crudia beccarii Ridl.
- Crudia blancoi Rolfe
- Crudia bracteata Benth.
- Crudia caudata Prain
- Crudia cauliflora Merr.
- Crudia chrysantha (Pierre) K.Schum.
- Crudia curtisii Prain
- Crudia cynometroides Hosok.
- Crudia dewitii Kosterm.
- Crudia evansii Ridl.
- Crudia gabonensis Pierre ex Harms
- Crudia glaberrima (Steud.) J.F.Macbr.
- Crudia gracilis Prain
- Crudia harmsiana De Wild.
- Crudia humboldtiana Stergios
- Crudia katikii Verdc.
- Crudia klainei Pierre ex De Wild.
- Crudia lanceolata Ridl.
- Crudia laurentii De Wild.
- Crudia ledermannii Harms
- Crudia letouzeyi Breteler & Nguema
- Crudia liberica Breteler & Nguema
- Crudia mansonii Prain
- Crudia michelsonii J.Léonard
- Crudia mutabilis de Wit
- Crudia oblonga Benth.
- Crudia orientalis Hassk.
- Crudia ornata de Wit
- Crudia papuana Kosterm.
- Crudia penduliflora Ridl.
- Crudia pubescens Spruce ex Benth.
- Crudia reticulata Merr.
- Crudia ripicola de Wit
- Crudia scortechinii Prain
- Crudia senegalensis Planch. ex Benth.
- Crudia sparei Whitmore
- Crudia speciosa Prain
- Crudia spicata (Aubl.) Forsyth f.
- Crudia splendens de Wit
- Crudia subsimplicifolia Merr.
- Crudia tenuipes Merr.
- Crudia teysmannii de Wit
- Crudia tomentosa (Aubl.) J.F.Macbr.
- Crudia velutina Ridl.
- Crudia venenosa de Wit
- Crudia viridiflora Whitmore
- Crudia wrayi Prain
- Crudia zenkeri Harms
- Crudia zeylanica (Thwaites) Benth.